# KKK Radnički
El Kragujevački košarkaški klub Radnički (en cirílico Крагујевачки кошаркашки клуб Раднички), conocido popularmente como KKK Radnički, es un club de baloncesto serbio con sede en la ciudad de Kragujevac. Fue fundado en 2015. Actualmente participa en la segunda división del baloncesto serbio, la KLS B. Juega sus partidos como local en el Jezero Hall, con capacidad para 5.320 espectadores.

## Historia
El club se fundó en octubre de 2015 tras la desaparición el año anterior del antiguo equipo de la ciudad, el KK Radnički Kragujevac. El exjugador Nikola Lončar se convirtió en el primer presidente. Comenzó su andadura en la Segunda Regional, el cuarto nivel del país, ascendiendo ersa temporada a Primera Regional. Al término de esa temporada, intercambió la división con el KK Napredak Kruševac, ascendiendo directamente a jugar la KLS, la primera división del país.
En su única temporada en le élite hasta ese momento acabó en penúltima posición, descendiendo a la KLS B.

## Trayectoria
| Temporada | Nivel | División                       | Pos. | Playoffs | TR   | PO | Kup Radivoja Koraća |
| --------- | ----- | ------------------------------ | ---- | -------- | ---- | -- | ------------------- |
| 2015–16   | 4     | Second Regional (West Group 2) | 1    | -        | 22–0 | —  | No se clasificó     |
| 2016–17   | 3     | First Regional (West)          | 4    | -        | 20–6 | —  | No se clasificó     |
| 2017–18   | 1     | KLS                            | 13   | -        | 7–19 | —  | No se clasificó     |
| 2018–19   | 1     | KLS B                          |      |          |      |    |                     |